# Unió de Brest
S'anomena Unió de Brest a la decisió adoptada en 1595-1596 per un grup de cristians de ritu rutè de trencar la seva dependència del Patriarca de Constantinoble i incorporar-se a l'Església Catòlica, amb el suport del rei de Polònia, Segimon III Vasa. La unió es va formalitzar a la ciutat de Brest, a la República de les Dues Nacions, actualment a Belarús. El grup resultant és l'actual Església Greco-Catòlica Ucraïnesa.

## Antecedents
Els cristians orientats a Roma i els seus homòlegs orientats a orient van trencar formalment les connexions, en el qual es coneix com a Cisma d'Orient, a partir del 1054. Els intents posteriors d'unificar els creients ortodoxos orientals i les esglésies catòliques es van fer en diverses ocasions, com en el 1452 en què el deposat metropolità Isidor de Kíev, en el càrrec des de 1437 a 1441, va avalar el Concili de Basilea, Ferrara i Florència de 1439 i va prometre formalment la unitat de l'Església Ortodoxa Rutena amb Roma.
El 1588-1589, el patriarca de Constantinoble Jeremies II va viatjar per Europa de l'Est, en particular la Confederació Polonesa-Lituana i el Gran Ducat de Moscou, on finalment va reconèixer l'Església Ortodoxa Russa de Moscou (allunyada de Constantinoble des de la dècada de 1440) i va consagrar el patriarca Job. de Moscou com a patriarca ortodox de tota Rússia. Dignitat que abans va ocupar Isidor de Kíev del 1437 al 1441. El patriarca Jeremies II va deposar el metropolità de Kíev Onesiphous Divochka i amb l'aprovació del rei de Polònia Segimon III Vasa va consagrar Miquel Rohoza com el nou metropolità de Kíev, Halych i tota la Rus'. Jeremies va ser empresonat pels otomans i pels moscovites, i es va veure obligat a elevar la seu de Moscou a un patriarcat.